# Unione Sportiva Tolentino 1996-1997
Questa voce raccoglie le informazioni riguardanti  l'Unione Sportiva Tolentino nelle competizioni ufficiali della stagione 1996-1997.

## Rosa
| N. |                   | Ruolo | Calciatore          |
| -- | ----------------- | ----- | ------------------- |
|    | Italia (bandiera) | D     | Riccardo Bocchini   |
|    | Italia (bandiera) | D     | Simone Brinoni      |
|    | Italia (bandiera) | C     | Alessandro Carta    |
|    | Italia (bandiera) | C     | Andrea Casoni       |
|    | Italia (bandiera) | P     | Marco Cerioni       |
|    | Italia (bandiera) | D     | Francesco Cucchi    |
|    | Italia (bandiera) | A     | Stefano Cuccù       |
|    | Italia (bandiera) | P     | Fabio Fabbri        |
|    | Italia (bandiera) | A     | Massimiliano Fanesi |
|    | Italia (bandiera) | A     | Antonio Gespi       |
|    | Italia (bandiera) | C     | Marco Giuliodori    |

| N. |                   | Ruolo | Calciatore          |
| -- | ----------------- | ----- | ------------------- |
|    | Italia (bandiera) | C     | Maurizio Laureri    |
|    | Italia (bandiera) | C     | Emanuele Liberti    |
|    | Italia (bandiera) | C     | Andrea Mazzaferro   |
|    | Italia (bandiera) | A     | Maurizio Montigelli |
|    | Italia (bandiera) | C     | Massimo Nerpiti     |
|    | Italia (bandiera) | C     | Francesco Palombi   |
|    | Italia (bandiera) | D     | Andrea Persia       |
|    | Italia (bandiera) | C     | Claudio Tomassoni   |
|    | Italia (bandiera) | D     | Paolo Ulivi         |
|    | Italia (bandiera) | D     | Moreno Zocchi       |